# Communauté de communes du canton de Beaugency
La communauté de communes du canton de Beaugency est une ancienne communauté de communes du département du Loiret et de la région Centre-Val de Loire en France. Le 1er janvier 2017 elle a fusionné avec les communautés de communes du Val des Mauves, du Val d'Ardoux et de la Beauce oratorienne située dans le Loir-et-Cher pour former la communauté de communes des Terres du Val de Loire.

## Composition
La communauté de communes est composée des sept communes suivantes, toutes issues du canton de Beaugency :
| Nom               | Code Insee | Gentilé     | Superficie (km2) | Population (dernière pop. légale) | Densité (hab./km2) |
| ----------------- | ---------- | ----------- | ---------------- | --------------------------------- | ------------------ |
| Beaugency (siège) | 45028      | Balgenciens | 16,45            | 7 564 (2014)                      | 460                |
| Baule             | 45024      | Baulois     | 12,11            | 2 058 (2014)                      | 170                |
| Cravant           | 45116      | Cravantais  | 33,91            | 963 (2014)                        | 28                 |
| Lailly-en-Val     | 45179      | Laillylois  | 45,61            | 2 972 (2014)                      | 65                 |
| Messas            | 45202      | Messassiens | 5,21             | 867 (2014)                        | 166                |
| Tavers            | 45317      | Taversois   | 22,62            | 1 347 (2014)                      | 60                 |
| Villorceau        | 45344      | Villorcéens | 9,50             | 1 148 (2014)                      | 121                |

## Compétences
- Aménagement de l'espace communautaire
- Développement économique
- Protection et mise en valeur de l'environnement
- Politique du logement et du cadre de vie
- Création, aménagement et entretien de la voirie d'intérêt communautaire
- Construction et entretien d'équipements sportifs couverts
- Tourisme et loisirs
- Politique d'action sociale
- Politique culturelle d'intérêt communautaire
- Politique en matière de sécurité et de prévention de la délinquance
- Politique en faveur des gens du voyage
- Politique en matière d'incendie et de secours

## Historique
La communauté de communes a été créée le 15 décembre 2008. On y trouve d'abord son siège au sein de l’Hôtel de Ville de Beaugency. Elle exerce, dans un premier temps dans les domaines de l'administration générale puis elle prend en charge l'animation des relais d'assistantes maternelles. Elle déménage sa direction à l'Hôtel de Ville de Lailly-en-Val tout en maintenant son siège à Beaugency.
En 2010, les communes du canton transfèrent les compétences et les équipements de la médiathèque et du centre aquatique à la communauté de communes.
En 2012, le siège de la structure est installé dans de nouveaux locaux au 1 rue de l'Abattoir à Beaugency.
Dans un communiqué de presse daté du 17 mars 2016 et intitulé « Le nouveau schéma départemental de coopération intercommunale du Loiret », la préfecture du Loiret annonce la fusion au 1er janvier 2017 de la communauté de communes du canton de Beaugency avec trois autres communautés de communes (Val d'Ardoux, Val des mauves et Beauce oratorienne à l'exception de la commune de Jouy-le-Potier (Val d'Ardoux) reversée dans la communauté de communes des Portes de Sologne.

## Adresse
Hôtel Communautaire
 1, Rue de l'Abattoir
 45190 Beaugency

## Composition du conseil communautaire
Depuis 2014, le conseil communautaire est composé de membres délégués des conseils municipaux des 7 communes adhérentes. Il se réunit toutes les 6 semaines environ et élit son président pour la durée du mandat. Il est composé d'un président, de 6 vice-présidents et 30 conseillers communautaires titulaires.
La composition du conseil en 2014 est la suivante :
- Président : Yves Fichou ;
- 1er vice-président : David Faucon (prospective économique)
- 2e vice-président : Christophe Prévost (infrastructures, travaux et SPANC)
- 3e vice-président : Grégory Gonnet (aménagement du territoire et recherche de professionnels de santé – mutualisation)
- 4e vice-président : Thomas Violon (finances et lecture publique)
- 5e vice-président : Philippe Rossignol (marketing territorial – NTIC – communication)
- 6e vice-président : Thierry Godin (action sociale - épicerie et RAM[Quoi ?] – centre aquatique)

## Identification
Identification SIREN : 200018323